# 沃尔特·布拉顿
沃尔特·豪泽·布拉顿（又译布喇顿，1902年2月10日—1987年10月13日），美国近代物理学家，生於福建廈門。1947年與威廉·肖克利、约翰·巴丁因發明電晶體的貢獻，获得1956年诺贝尔物理学奖。

## 生平
沃尔特·豪泽·布拉顿于1902年诞生于鼓浪屿。他的父母是美国夫妇罗斯·R·布拉顿和奥蒂莉娅·豪泽·布拉顿。根据布拉顿的自传，他的父母一同毕业于惠特曼学院，当时罗斯在厦门同文书院任教，而奥蒂莉娅则是一位杰出的数学家。1903年，布拉顿还是个婴儿时，随父母返回美国，在华盛顿州的斯波坎生活了几年后，他们定居在托纳斯基特附近的一片牧场。
布拉顿在中学时期多次转学，最终进入惠特曼学院接受高等教育，师从本杰明·H·布朗和沃尔特·A·布拉顿，并于1924年获得物理学和数学双学士学位。他的同班同学包括沃克·布利克尼、弗拉基米尔·罗詹斯基和E·约翰·沃克曼，他们在各自领域都取得了杰出的贡献，一起被誉为“物理学四骑士”。布拉顿的弟弟罗伯特·布拉顿也成为了一位物理学家。
1926年，布拉顿从俄勒冈大学获得了艺术硕士学位，并于1929年在明尼苏达大学获得了哲学博士学位。在明尼苏达大学时期，布拉顿有幸在约翰·范扶累克的指导下从事新的量子力学研究，他的毕业论文由约翰·托伦斯·泰特指导，题目为《汞蒸汽中电子碰撞的激发效率和反常散射》。
沃尔特·布拉顿经历了两次婚姻。1935年，他与化学家克伦·吉尔摩结婚，并在1943年迎来了长子威廉姆·G·布拉顿。不幸的是，克伦于1957年4月10日去世。1958年，布拉顿与已经是三个孩子的母亲艾玛·简·米勒（即基尔希·米勒）结婚。
在20世纪70年代，布喇顿搬到华盛顿州西雅图，并在那里度过了余生。1987年10月13日，他因患阿尔茨海默病在西雅图的一家养老院去世，并稍后被埋葬于华盛顿州波默罗伊。

## 学术生涯
1928年到1929年期间，他在首都华盛顿的国家标准技术研究所工作，1929年受雇于贝尔实验室。
第二次世界大战爆发前夕，在贝尔实验室，布拉顿首先研究了钨的表面，随后是氧化铜半导体的表面。美国国防部科研委员会在世界大战期间聘请了布拉顿，让他在哥伦比亚大学发展潜艇探测方法。

## 物理生涯
戰後布拉頓回到貝爾實驗室，加入了新成立的固態部門的半導體小組，該小組的主管是威廉·肖克利。早在1946年，肖克利就開始研究半導體並試圖製造一個實用的固態放大器。
純半導體晶體（例如矽或鍺）在室溫下缺乏傳導載子，因為電子的能量遠高於晶體的熱能。對半導體加熱可以激發電子進入傳導態，但更實用的方法是通過摻雜雜質來增加導電度。通過摻入少量元素，晶體可以擁有比半導體更多的自由電子，這些額外的電子將在晶體中自由移動，形成N型半導體。另一種方法是摻入少量元素，使晶體中的電子數量比半導體少，從而產生電洞，這些電洞像帶正電荷的電子一樣在晶體中移動，形成P型半導體。
半導體表面的傳導帶能量可以通過不同方式的摻雜來改變，從而調節晶體的導電度。金屬與N型或P型半導體之間的接觸面或兩種類型半導體之間的接觸面具有不對稱的導電性質，因此可用於調節電流。在整流器中，對低電阻方向施加偏壓會產生電流，這稱為順向偏壓；而對相反方向施加偏壓則稱為反向偏壓。
到了第二次世界大戰末期，半導體整流器已是一種熟悉的裝置。肖克利希望開發一種新裝置，可以作為可調節電阻的放大器。他提出了一個設計概念，即通過在半導體薄片的厚度上施加電場來改變半導體的傳導性，這種變化只需要供應預期數量的電子。約翰·巴丁提出這是由於半導體表面存在能量狀態。